# Ceropsilopa dissimilis
Ceropsilopa dissimilis är en tvåvingeart som beskrevs av Canzoneri och Rampini 1994. Ceropsilopa dissimilis ingår i släktet Ceropsilopa och familjen vattenflugor.
Artens utbredningsområde är Sierra Leone. Inga underarter finns listade i Catalogue of Life.